# Lông bụng

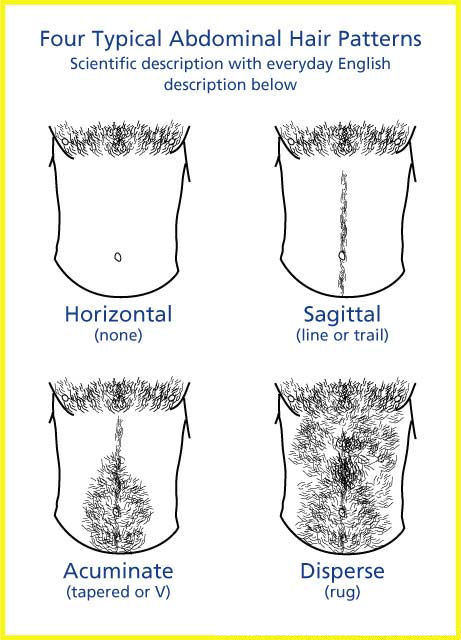
Bốn kiểu lông bụng ở nam giới.

Lông bụng là lông mọc trên bụng của người và động vật có vú không phải người, ở khu vực giữa vùng lông mu và ngực (ngực). Sự phát triển của lông bụng theo mô hình tương tự trên hầu hết các động vật có vú, theo chiều dọc từ vùng lông mu trở lên và từ ngực xuống đến rốn. Lông bụng của động vật có vú không phải người là một phần của lông, (tóc hoặc lông).